# Mexikanische Weideneiche
Die Mexikanische Weideneiche (Quercus hypoleucoides) ist eine Pflanzenart aus der Gattung der Eichen (Quercus) innerhalb der Familie der Buchengewächse (Fagaceae). Das natürliche Verbreitungsgebiet liegt in den südwestlichen USA sowie im nordwestlichen Mexiko. Ihr englischer Trivialname ist silverleaf oak.

## Beschreibung

### Erscheinungsbild, Rinde, Endknospe und Blatt

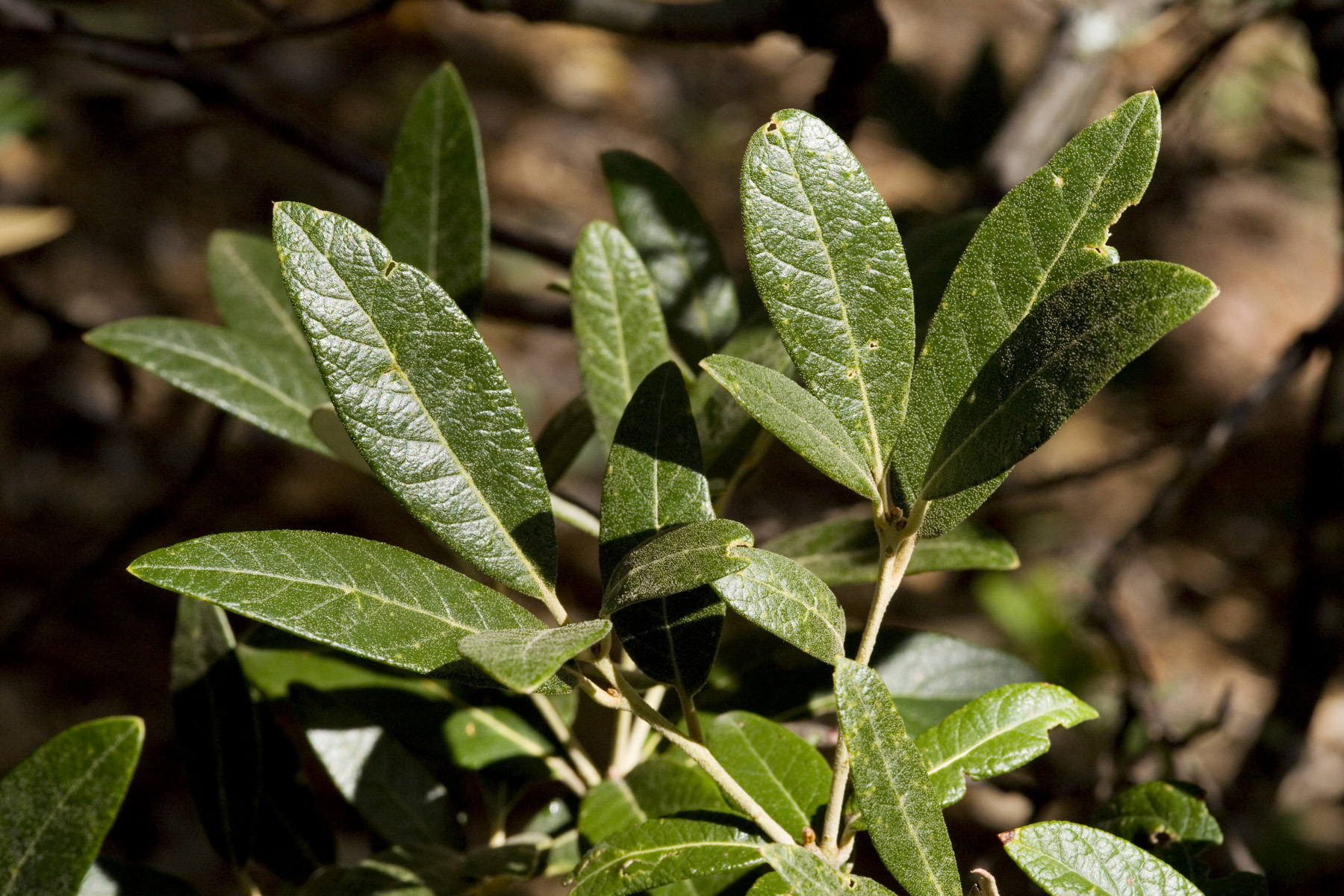
Blattoberseite

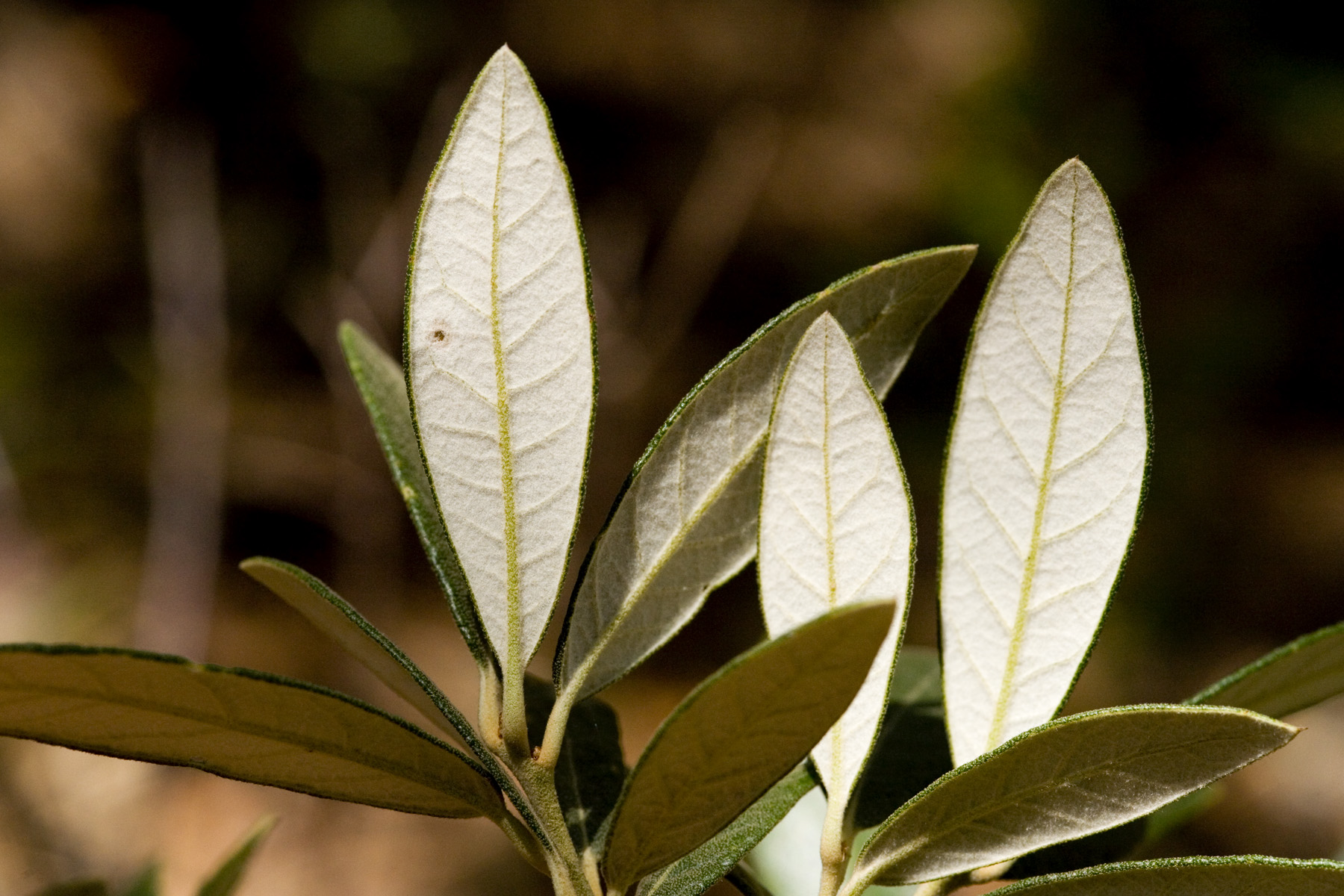
Blattunterseite

Die Mexikanische Weideneiche wächst als immergrüner, kleiner Baum mit Wuchshöhen von 6 bis 10, selten bis über 24 Metern bei Stammdurchmessern von 0,25 bis zu 0,70 Metern, oder häufig als Strauch und dann mit Wuchshöhen von 2 bis 5 Metern. Sie bildet einen hohen Stamm und eine schmale, verkehrt-konische Baumkrone mit schlanken Ästen. Die Zweige besitzen einen Durchmesser von 1,5 bis 3 Millimeter und eine weiß flaumig behaarte, dunkel rötlich-braune Rinde. Die dunkelgraue bis fast schwarze Borke ist dick mit tiefen Rissen.
Die zu mehreren zusammen stehenden Endknospen sind rötlich-braun oder hell kokosnuss-braun und bei einem Durchmesser von 2,5 bis 4,5 Millimeter eiförmig mit spitzem oberem Ende. Die Knospenschuppen sind kahl mit bewimperten Rand sowie manchmal einem Haarbüschel auf dem oberen Ende.
Die wechselständig an den Zweigen angeordneten Laubblätter sind 5 bis 10 Zentimeter lang und in Blattstiel sowie -spreite gegliedert. Der 1,5 bis 13 Millimeter lange Blattstiel ist dicht flaumig behaart. Die einfache, ledrige Blattspreite ist bei einer Länge von 4,5 bis 12 Zentimeter und einer Breite von 1,5 bis 4 Zentimeter schmal-eiförmig bis eiförmig, schmal-länglich, lanzettlich, länglich-lanzettlich oder elliptisch mit keilförmiger bis stumpfer Spreitenbasis und spitzem oder zugespitztem oberem Ende. Der stark umgebogene Blattrand ist ganzrandig oder im vorderen Bereich gesägt mit bis zu elf Spitzen. Die Blattspreite ist anfangs von hellroter, später von gelbgrüner Farbe. Die glänzend gelb-grüne oder dunkelgrüne, deutlich runzelige Blattoberseite ist spärlich mit Sternhaaren (Trichome) bedeckt oder kahl und die -unterseite dicht lohfarben, weiß, silbrig wollig behaart. Der Abwurf der Altblätter geschieht während des Austriebs der neuen Blätter im Frühjahr.

### Blütenstand, Blüte und Frucht
Die Blütezeit liegt im Frühling von April bis Mai und erfolgt gleichzeitig mit dem Blattaustrieb. Die Mexikanische Weideneiche ist einhäusig getrenntgeschlechtig (monözisch). Viele männliche Blüten befinden sich in gelb-grünen, hängenden, langen, kätzchenförmigen Blütenständen. Die männlichen Blüten besitzen vier bis sechs Staubblätter. Die weiblichen Blüten befinden sich einzeln oder zu wenigen in sehr kurzen Blütenständen in den Blattachseln.
Die Eicheln befinden sich im Normalfall einzeln und sitzend oder besitzen einen kurzen Stiel an den Zweigen. Der mit einer Höhe von 4,5 bis 7 Millimeter und einem Durchmesser von 6 bis 13 Millimeter tief napf- bis becherförmige Fruchtbecher, Cupula genannt, umschließt höchstens ein Drittel der Eichel. Die Cupula ist innen flaumig bis flockig behaart, außen mehr oder weniger dicht flaumig behaart und sie besitzt angedrückte, stumpfe Schuppen. Die kahlen Eicheln sind bei einer Länge von 8 bis 16 Millimeter und einem Durchmesser von 5 bis 10 Millimeter  ellipsoid bis länglich. Die Eicheln reifen meist im frühen Herbst in der gleichen Vegetationsperiode nach der Befruchtung, manchmal erst im zweiten Jahr.

## Vorkommen

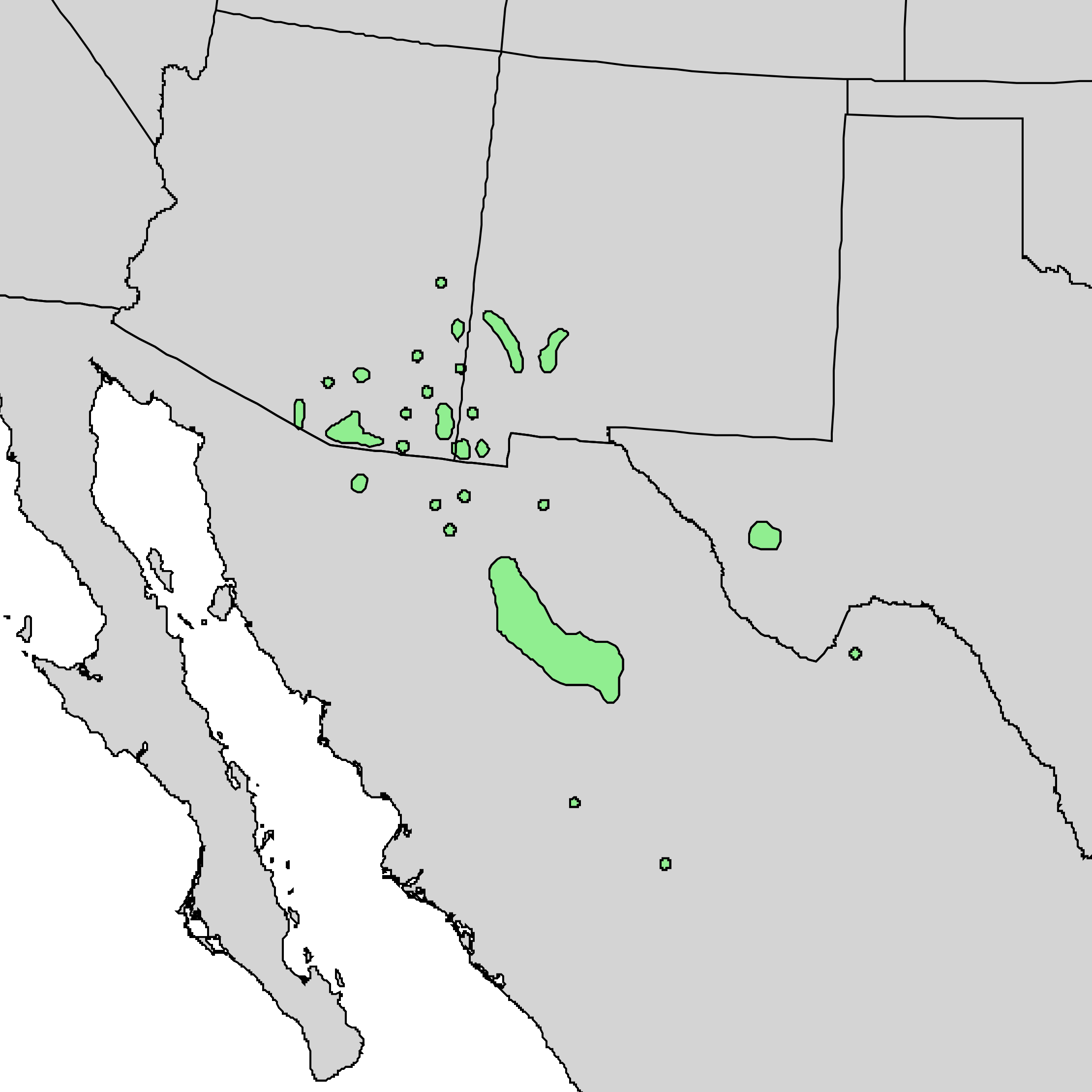
Verbreitungskarte nach USGS

Die Mexikanische Weideneiche ist in den südwestlichen USA und im nördlichen Mexiko verbreitet. In den USA gibt es Fundorte in Arizona, New Mexico und Texas. Sie gedeiht in Höhenlagen von 1800 bis 2700 Meter. Sie bevorzugt Kiefernwälder und besiedelt feuchte Hänge von Canyons oder gedeiht auf Graten. In tieferen Höhenlagen wächst die Mexikanische Weideneiche als Strauch. Sie gedeiht in den USDA-Klimazonen 7–8, ist also nicht besonders frosthart.

## Systematik
Die Erstbeschreibung von Quercus hypoleucoides erfolgte 1932 durch Aimée Antoinette Camus in Bulletin du Muséum d’Histoire Naturelle, Sér. 2, 4, S. 124. Synonyme für Quercus hypoleucoides A.Camus sind: Quercus hypoleuca Engelm. nom. illeg., Quercus confertifolia Bonpl.
Quercus hypoleucoides gehört zur Sektion der Roteichen (Lobatae) aus der Untergattung Quercus in der Gattung der Eichen (Quercus).
Quercus hypoleucoides bildet Hybriden mit Quercus gravesii (= Quercus × inconstans E.J.Palmer, Syn.: Quercus livermorensis C.H.Muller) und auch mit Quercus shumardii.

## Nutzung
Die Mexikanische Weideneiche wird aufgrund ihrer ungewöhnlichen Blätter in warmen Gebieten als Zierpflanze verwendet.
Die Nutzung als Feuerholz wird angenommen.